# Осока средняя
Осока средняя (лат. Carex media) — вид травянистых растений рода Осока (Carex) семейства Осоковые (Cyperaceae).

## Ботаническое описание

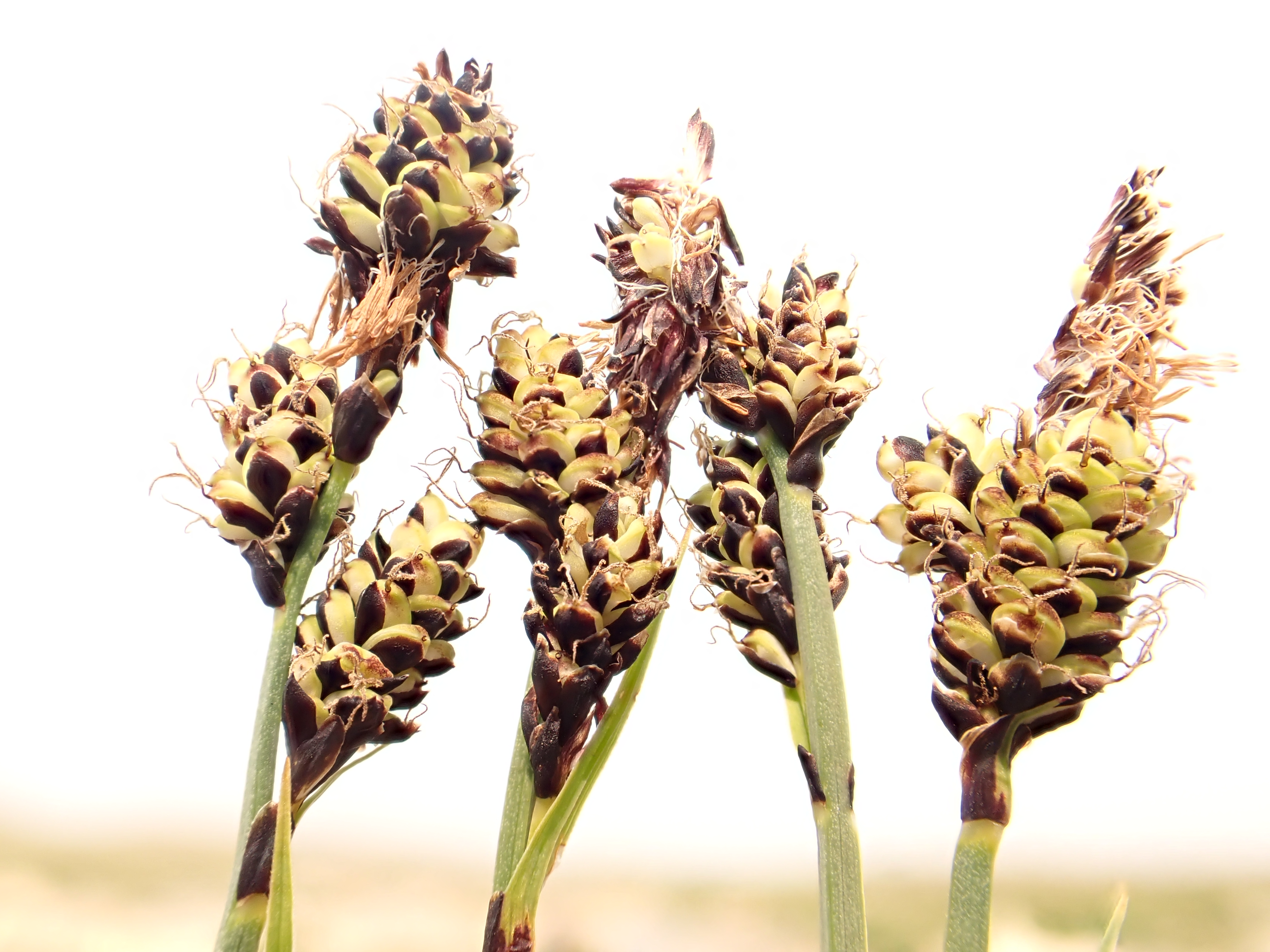
Соцветия

Многолетнее травянистое растение. Корневище с короткими побегами. Стебли прямые, тонкие, 3-гранные, в верхней части шероховатые от очень мелких зазубрин, 15—60 см высотой и ⅓—1 мм толщиной. Листья короче стебля, расположены в нижней его трети и на концах побегов, узколинейные, плоские, зелёные и не жёсткие, 1,5—3, редко до 5,5 мм шириной.
Соцветие из 3—4 более или менее сближенных, вверх направленных колосков, из которых нижний иногда немного отставлен и на цветоносе, выходящем из пазухи безвлагалищного небольшого прицветного листа, обычно немного превышающего соцветие. Верхний колосок крупнее остальных, продолговато-овальный или яйцевидный, около 8—12 мм длиной и 5 мм шириной, обоеполый, с мужскими цветками при основании, остальные — женские, от шаровидной до овальной формы, 5—8, редко до 10 мм длиной, с сильно, иногда под прямым углом отклонёнными мешочками. Прицветные чешуйки почти чёрные, одноцветные или с более бледной узкой срединной полоской и очень узкими беловато-плёнчатыми краями, яйцевидные, заострённые. Мешочки шире и почти вдвое, реже лишь немного длиннее их, 2½—3 мм длиной и 1⅓—1½ мм шириной, зеленовато-соломенного цвета или бледно-буроватые, голые, очень мелко зернистые, с неясными продольными жилками, с одной стороны сильнее выпуклые чем с другой, отчего нередко 3-гранные, эллиптические или обратно-яйцевидные, на верхушке иногда с немногими очень мелкими зазубринками, довольно быстро переходящие в очень короткий (около ¼ мм) нерезко 2-зубчатый носик. Рылец 3, короче мешочков.

## Распространение и экология
Северная Америка и Евразия. Растёт в лесной области по болотам, сограм, сырым хвойным и березовым лесам, реже в полярно-арктической и альпийской областях на лугах и в сырой моховой тундре.